# Соціальна структура Стародавнього Риму

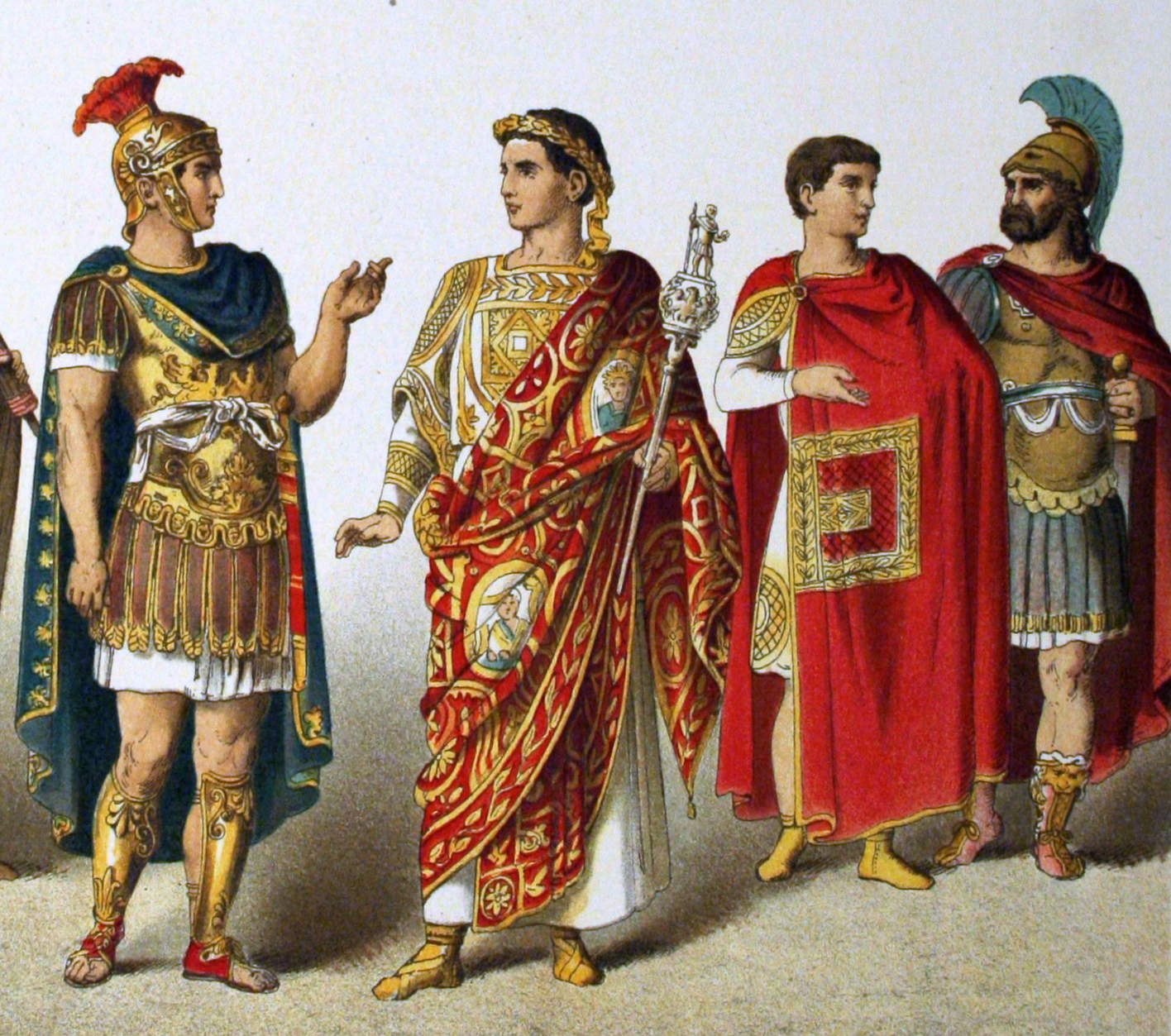
Заможні римляни

Становлення та укріплення рабовласницького устрою в усіх областях Стародавньої Італії розтягнулися на декілька століть. Ранні рабовласницькі відносини в VII-VI століттях до н.е. не були чітко виражені певними соціальними класами. По мірі подальшого суспільного розвитку, все більше укріплювалось рабовласництво і зникали залишки первісної організації ,

## Соціальний устрій VI – III ст. до н. е.

### Раби
В IV-III століттях до н. е. рабська праця проникає в різні галузі суспільно-економічного життя. В основному, раби оброблювали поля, трудилися у ремісничих майстернях, допомагали у домашньому господарстві. Рабами ставали:
- військовополонені
- кабальні боржники
- існувало також і домашнє рабство.

Заборона боргового рабства у 326 році до н. е. сприяло ще більшому оберненню військовополонених у раби.
Ранньорабовласницькі відносини називають патріархальним рабством і виділяють окремо від класичного. При патріархальному рабстві виробництво направлене не на виготовлення товарів, а на ресурси існування рабовласників. Раб ще не розглядався як річ. За ним закріплювалися деякі права людської особистості. Зокрема, раба не включали до інвентарю, раб міг виступати у суді, міг бути усиновленим. Найгірше положення було у рабів-військовополонених. Їх нічого не пов'язувало з господарем: ні племені, ні сімейні, ні релігійні чи будь-які інші стосунки.
Інколи раби брали участь у потужних повстаннях. Наприклад, у 460 до н. е. році в Римі було потужне заворушення на чолі з Сабіном Аппієм Гердонієм, були задіяні тисячі римських емігрантів та рабів. Уночі їм вдалося захопити Капітолій, але за допомогою тускуланського ополчення повстання було придушене. Далі, у період IV-III століття до н. е. немає свідчень про масові повстання рабів, проте є відомості, що деякі групи вели таємну самостійну боротьбу.

### Клієнти
Клієнти — неспроможні та політично безправні люди. У ранньореспубликанський період це була сильна група, що служила головною соціальною опорою патриціїв. Її значення підкреслюється навіть в «законах XII таблиць», одна з статей яких (VIII, 21) говорить: «Patronus si clienti fraudem fecerit, sacer esto» («Патрон, який обдурив свого клієнта, нехай буде проклятий»). Клієнти вступали в родову організацію патриціїв на правах залежних членів. На них накладалась повинність працювати на землях патрона та виконувати різні господарські завдання. Інколи клієнти повинні були супроводжувати свого патрона у місто чи на святах. У випадку порушення своїх обов'язків, клієнта могли обернути в рабство. У свою чергу, патрон зобов'язувався захищати клієнта від утисків та захищати його інтереси. До III століття до н.е. більша частина клієнтів вже звільнилось від залежності патронів та отримали земельні наділи. Таким чином, клієнти перетворилися у дрібних землевласників.

### Плебеї і патриції та їх боротьба
Одним з основних класів та станів Стародавнього Риму були плебеї, що вели боротьбу з найзначнішими представниками римського суспільства — патриціями, тими, хто міг простежити свій родовід до першого сенату, запровадженого Ромулом. Спочатку, всі державні установи були відкриті тільки для патриціїв, і вони не могли вступати в шлюб з іншими станами. Плебеї обробляли невеликі земельні наділи, займалися торгівлею та ремеслами. Серед них виділялися заможні плебеї, що боролися за політичні права, в той час як інші — за скасування боргового рабства та отримання землі. Потомство плебеїв називалося incerta proles — «невідоме потомство». Це може означати, що в плебеїв не було батьківського права або воно не визнавалось громадою. 
Патриціанська знать мала на меті зберегти та закріпити родові звичаї та не допустити плебеїв до влади.
Боротьбу плебеїв та патриціїв виділяють у 3 етапи:
1. Середина VI століття до н. е. — 494 р. до н. е. — від реформ Сервія Туллія до встановлення народного трибунату[1].
2. 494-444 роки до н. е. — від встановлення народних трибун до законів Канулея[1].
3. 385-287 роки до н. е. — від руху Манлія та законів Ліцинія — Секстія до плебісциту Гортензія[1].

Політичні діячі, наприклад Коріолан, античні автори, як в Царський період, так і в Ранній Республіці думали про плебеїв як про натовп, ледь здатний до розумної думки. Однак у плебеїв була можливість вплинути на зміни. Після низки соціальних виступів вони отримали право займати посади і призначати плебейського трибуна, а також був скасований закон про заборону змішаного шлюбу.

#### Реформа Сервія Туллія
До середини VI століття до н.е. плебеї вважалися чужоземних елементом, їм не довіряли навіть службу у війську. Але численність їх зростала, а військові дії Риму все ставали частішими. Тому за Сервія Туллія плебеї були включені у склад римської громади, стали громадянами (хоча і не отримали усі права, лише право проливати кров за римську землю). Проте все одно найвищі у війську посади продовжували обіймати патриції. 
У той же самий час, перепис розділила громадян на шість складних класів, відповідно до їхнього майнового стану. Найбагатші були сенаторським класом, ті хто мав, принаймні, 1 000 000 сестерціїв. Членство в класі сенаторів не обов'язково тягло за собою членство в Сенаті. Багатство сенаторського класу було засноване на наявності у них у власності великих сільськогосподарських угідь, та членам цього класу заборонили брати участь у комерційній діяльності. За кількома винятками, всі політичні посади були заповнені чоловіками з сенаторського класу.
Нижче них були еквіти (вершники), з 400 000 сестерціїв, які могли брати участь у торгівлі і формували впливовий діловий клас.
Нижче вершників були ще три класу мають власність громадян; і нарешті пролетарі, у яких не було ніякої власності.
Спочатку перепис повинна була визначити всіх придатних на військову службу, потім обмежену лише першими п'ятьма класами громадян (все разом adsidui), включаючи вершників — тих, хто міг дозволити собі утримувати військову кінь. Шостий клас, пролетарі, не могли служити до військових реформ Гая Марія в 108 р. до н. е. Під час республіки класи перепису також служили колегією вибірників Риму. Громадяни в кожному класі були зареєстровані в центуріях, і на виборах від кожної центурії віддавався єдиний голос; однак у більш високих класів було більше центурій, кожна з меншою кількістю учасників. Це означало, що голос багатія мав більше значення, ніж голос бідняка.

#### Від Першої сецесії до плебісциту Гортензія
Плебеї спиралися на більшість військових, вели боротьбу за свої права погрозами піти з Риму і заснувати нове місто. Такі відходи отримали назви сецесії. В момент серйозних військових ускладнень, плебеї йшли на Священну гору і вимагали свої інші громадянські права. Унаслідок Першої сецесії було прийнято рішення про створення нової магістратури народних трибунів, які мали право вето на збори патриціїв.
Впровадження посади плебейського трибуна, заснованої в 494 році до н. е., слугувало запорукою юридичного захисту проти свавілля патриціїв. У трибунів спочатку був обсяг прав, що давали змогу захистити будь-якого плебея від патриціанського магістрату. Більш пізні заколоти змусили Сенат надати трибунам додаткові повноваження, такі як право накладати вето на законопроекти. Плебейський трибун володів недоторканістю і був зобов'язаний тримати будинок відкритим протягом усього часу виконання службових обов'язків.
У 486 році до н. е. були запропоновані нові аграрні закони Спурієм Кассієм. Він запропонував роздати завойовані землі найбіднішим плебеям, однак його законопроект не пройшов. У 454 році до н. е. за народного трибуна Іцілія були роздані землі на Авентині серед найбідніших громадян. У 449 році внаслідок другої сецесії патриції знову пішли на поступки: був прийнятий закон, який надавав кожному громадянину право апеляції до народних зборів. Одночасно були записані і Закони XII таблиць. Одна у цих законів патриції домоглися зафіксували ущемлення прав плебеїв: був заборонений шлюб між патриціями та плебеями, закріпився інститут клієнтел.
У 449 році до н. е. консули Валерій та Горацій затвердили 3 закони на користь плебеїв: підтверджувалося право недоторканності народних трибун, право апеляції, плебейські збори отримали загальнообов'язкове значення і для патриціїв.
Через 5 років (444 рік до н. е.) закон Канулея признав законність шлюбів плебеїв з патриціями, були створені основи для злиття верхівки плебеїв з патриціями в одну соціальну категорію.
Була задовільнена важлива вимога плебеїв займати високі посади, однак патриції змогли добитися свого, що плебеї не могли обиратися на посаду консула. В 443 році до н. е. була затверджена нова магістратура цензорів, на яку могли обиратися лише патриції.
У 80-60 роках IV століття до н. е. постала проблема кабальних боржників. Перша спроба скасування боргового рабства була у 80-х роках Марком Манлієм, проте він загину. 10 років пізніше, у 367 році до н.е, за пропозиціями Ліціні та Секстія були прийняті важливі закони: патриціям заборонялося скуповувати у плебеїв більше ніж 500 югерів землі. Законодавці не пішли на повне скасування боргового рабства, проте значно його обмежили. Третій закон започаткував обов'язковий вибір 2 консулів, серед яких один мав бути плебеєм.
Аграрна проблема була вирішена частково тим, що у період з 334 до 287 року до н. е. Рим заснував 18 нових колоній, у яких земля роздавалася найбіднішім громадянам. У 326 році за законами трибуна Петелія було скасоване боргове рабство. З цього моменту римські громадяни не могли відповідати за борг особистою свободою.
У 312 році до н. е. цензор Аппій Клавдій вдосконалив комунікації та інфраструктуру (Аппієва дорога, водопровід). Окрім цього, з його пропозицією, римські безземельні громадяни мали право голосувати в міських та сільських округам, тим самим розширив їх політичні права.
У 300 році до н. е. були прийняті закони, до допускали плебеїв до жрецьких осад, а в 287 році до н. е. законом Гортензія було підтверджено, що рішення плебісциту було обов'язкове і для патриціїв.
Після цих змін різниця між патриціанським і плебейським статусом стало менш важливою. З плином часу деякі родини патриціїв опинялися в скрутному становищі, в той час як деякі плебейські сім'ї піднялися в статусі, і склад правлячого класу змінився. Деякі патриції, наприклад Публій Клодій Пульхр, подавали прохання, щоб отримати плебейський статус, частково щоб отримати посаду трибуна, але також і щоб зменшити тягар податків. У римському суспільстві, задіяному в торговельних відносинах, відбувалися численні зміни: патриції, які не могли пристосуватися до нових комерційних умов, часто опинялися в становищі необхідності одружуватися на дочках більш багатих плебеїв або навіть вільновідпущеників. Люди, що досягли більш високого положення, такі як Гай Марій або Цицерон, були відомі як homo novus («новий чоловік»). Вони та їх нащадки ставали нобілями (лат. nobiles — благородний), при цьому залишаючись плебеями. Деякі релігійні посади залишалися за збереженими патриціанськими  родами, але розходження з плебеями стосувалися в значній мірі престижу.

## Соціальний устрій Стародавнього Риму в ІІ – І столітті до н. е.
Основними класами в римському суспільстві ІІ-І століть до н. е. були клас рабів і клас рабовласників — ті, що мали землю, великі ремісничі майстерні, торговців, що могли бути римськими громадянами, союзники та провінціали, що не мали права римського громадянства. Третім основним класом були дрібні виробники, що працювали в основному самі, хоча рідко вдвох та більше. Інтереси цих класів були різними: рабовласники були зацікавлені в максимальній експлуатації рабів, раби хотіли полегшити собі життя, дрібні власники будь-якими способами намагалися зберегти свої земельні наділи, майстерню чи дрібну лавку, боролися за зменшення поборів. Оскільки інтереси основних класів були різні, все частіше викликали суперечності у формі соціальної боротьби. Основна риса цієї епохи — боротьба рабів та рабовласників. Головний антагонізм цієї епохи ускладнювався і переплітався з суперечливими між класами рабів та класом дрібних власників, між цими останніми класами та класом рабовласниками. Соціальні конфлікти були динамічні і часто могли змінювати свій характер від непримиренного до протилежного.
Кожен з цих класів не був однорідним. Кожен в свою чергу роз приділявся на окремі групи.

### Негромадяни
Громадянський стан - правове становище конкретного громадянина як носія різних прав та обов'язків (політичних, майнових, особистих та ін.), визначається фактами та обставинами природного і громадського характеру. Отже, відповісти на питання про громадянський стан громадянина - означає вказати факти, що індивідуалізують його, охарактеризувати правоздатність і дієздатність (цивільну, трудову тощо) і сімейне положення.

#### Раби
Серед середовища рабів, що працювали на рабовласників у віллах, майстернях під контролем почала виділятися невелика група рабів, положення яких було більш сприятливим. Це були ті раби, що були зайняти інтелектуальною працею: учителі, архітектори, актори, високо кваліфікаційні ремісники, яким власник надавав право працювати самостійно. Деякі з цих рабів мали ресурси, самі мали рабів (раб раба називався вікарієм), їх інтереси не співпадали з основною масою рабів.
Раби (лат. servi) здебільшого походили від боржників і від полонених, особливо жінок і дітей, захоплених під час військових кампаній в Італії, Іспанії і Карфагені. У часи Пізньої Республіки та Імперії, більшість рабів прибуло з нещодавно завойованих областей: Галлії, Британії, Північної Африки, Близького Сходу і Малої Азії.
Раби спочатку не мали ніяких прав. Однак з плином часу, сенат, і пізніше імператори, встановили, що законодавство має захищати життя і здоров'я рабів. Але, поки рабство не було скасовано, римляни також використовували своїх рабів в сексуальних цілях. Горацій, наприклад, пише про любов до своєї молодої, привабливої рабині. Діти рабів самі були рабами. Але в багатьох випадках заповідачі, наприклад Тацит, звільняли своїх дітей, вважаючи їх законними спадкоємцями.

#### Жінки
Вільнонароджені жінки належали до соціального класу батьків до шлюбу, після якого вони приєдналися до класу свого чоловіка. Звільнені жінки могли вийти заміж, але були заборонені шлюби з сенаторами або вершниками, і вони не приєднувалися до класу свого чоловіка. Рабиням дозволялося вийти заміж, проте залежно від того, чи дозволять це їхні власники.

#### Іноземці
Латинське право, форма громадянства з меншою кількістю прав, ніж повне римське громадянство, було спочатку застосоване до союзницьких містах Лацію і поступово поширилося по всій імперії. Латинські громадяни мали права відповідно до Римського права, але не голосували, хоча їхні головні магістрати могли стати повноправними громадянами. Вільнонароджені іноземці були відомі як перегрини, і існували закони, що регулюють їх поведінку і суперечки. Відмінності між Латинським і Римським правом тривали до 212 р. н. е., коли Каракала поширив повне римське громадянство на всіх вільнонароджених чоловіків в імперії.

### Дрібні власники та плебс

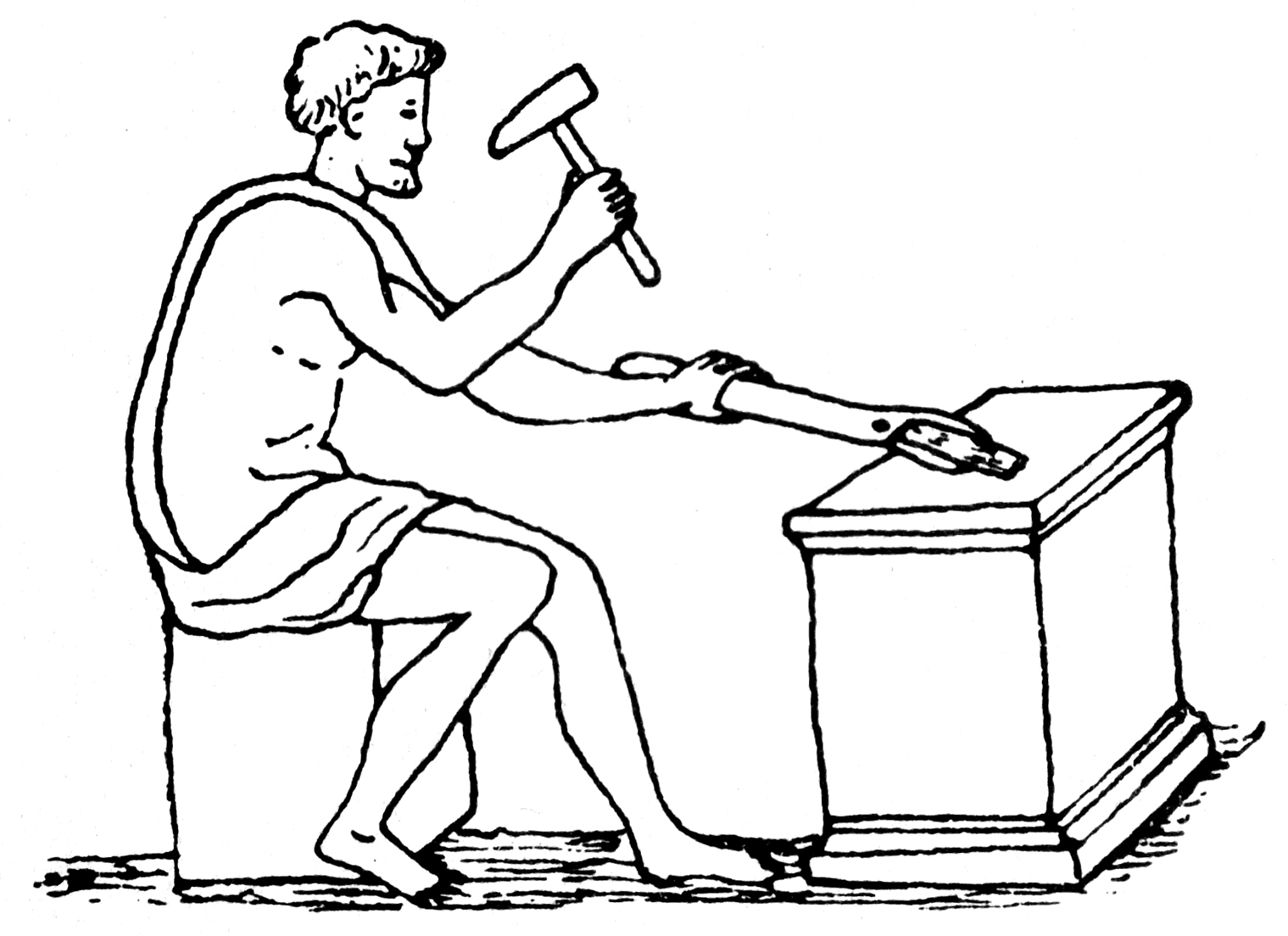
Римський ремісник

Доволі нерівномірним був клас дрібних власників. До нього входили селяни, дрібні ремісники і торговці у містах. Селяни оброблювали свої невеликі земельні наділи, могли орендувати чужі землі, ремісник працювали у власних маленьких майстернях, працювали наймано, торговці вели роздрібну торгівлю. Працювали вони разом зі своєю сім'єю, а інколи і 1-2 придбаних раба. Положення цього класу було не стабільним. З однієї сторони, вони були працівниками, що поєднувало їх з іншими категоріями людей, а з іншої сторони, вони були власниками.
Втягнуті в товарне виробництво, піддавались утискам зі сторони більш сильних земле- та рабовласників, страж давши від військової слюди, дрібні власники знаходилися під постійним ризиком втратити все. В умовах класичного рабства цей клас увесь час розкладався далі: частина дрібних власників ставала більш заможною, вливалась у державний устрій, а інша втрачала землі та майстерні, ставали орендаторами, батраками, найманцями, пролетаріями, йшла на військову службу.
Поширення рабовласницького господарства в ІІ-І століттях до н. е. призвело до зменшення удільної ваги та значення дрібного виробника, а клас дрібних власників розділився на сільський плебс та міський плебс: на землевласників та ремісників і торгівців. Серед міського населення помітне місце посідали вільновідпущеники — ремісники та торгівці, їх роль зростала. Міський плебс був об'єднаний у певні організації — колегії різного типу (професійні, релігійні, похоронні, територіальні), що брали активну участь в політичному житті римлян. Основні інтереси міського населення були пов'язані з ремеслом, торгівлею, з демократизацією політичного життя і суттєво відрізнялися від інтересів селян, положення яких гіршало.
Частка землі була основою благополуччя землевласника, а прагнення зберегти свій наділ у недоторканності чи отримати його було головним. Однак землевласники втрачали землю, розорювалися, їх господарство поглиблювалося рабовласницькими віллами, де працювали, як правило, раби.
Деяка частина тих, що втратила свої володіння, залишалася на селі і переходила у орендатори чужої землі, батраків і найманців у більш великих господарів. Однак основна маса йшла у місто. Безземелля спричинило могутній рух сільських общин у місто, рух сільського плебсу за аграрну реформу, за межі державної землі, за переділ державної землі, за обмеження великого землевласника, за демократизацію державного устрою. Сільському плебсу були чужі потреби міського плебсу, тому вони залишалися байдужими у разі обурення та заворушень міського плебсу, а останній слабо підтримував рух за аграрну реформу.

### Пролетаріат
Серед населення Риму та інших міст в кінці ІІ і в І століттях до н. е. важливе місце починає посідати пролетаріат. Це були люди, що мали номінальні права римського громадянства. Вони брали участь у виборах магістратів, у народних зборах, але не мали ніякої власності і, разом з тим, як правило, не працювали. Жили вони за рахунок жертвувань заможних людей, становлячись їх клієнтами, підтримувавши їх кандидатуру під час голосування і надававши різні послуги. В І століття до н. е. їх утримання взяла на себе держава. За законом Кассія в 73 р. до н. е., кожному пролетарію виділялося 5 модіїв зерна у місяць (біля 1.5 кг хліба на 1 один день). В 50-40 роки до н. е. таких нахлібників лише у Римі налічувалося 300 тисяч. Всі вони були занесені в особливі списки і отримували безкоштовний пай з державних складів. Перебивалися вони й випадковими заробітками. Це чисельна паразитична маса стала серйозною політичною силою в І століття до н. е. і брала найактивнішу участь у громадянській війні того часу. Пролетаріат не мав особливих політичних інтересів та переконань, він лише потребував «хліба та видовищ» і слугував тому, хто задовольняв його потреби.
Клас рабовласників у римському суспільстві включав декілька соціальних груп. Його правлячою силою став римський нобілітет і вершники, до них долучалися заможні мешканці італійських міст — муніципії (муніципальна знать) і провінційна знать.

### Nobilitas et equites
В ході станової боротьби відбулося поступове злиття найбагатшої частини плебеїв з верхівкою патриціату. Цей процес особливо інтенсивно розвернувся в другій половині IV ст., З того часу, як плебеї отримали доступ до вищих державних посад, а отже, і в сенат.
З патриціїв і плебеїв виділилося обмежене коло багатих сімей, її представників називали «нобіле» (лат. nobiles — знатні), а всю групу — «нобілітетом» (лат. nobilitas — знати).
До складу нобілітету входили найвпливовіші патриціанські та найбагатші плебейські роди. Лише нобілі поповнювали римський сенат, лише вони обиралися на найважливіші посади в державі. Економічною базою нобілітету було велике землеволодіння, великі маси рабів та великі грошові ресурси. Деякі з них могли зі своїх рабів і клієнтів збирали ціле військо, утримувати його протягом довгого часу. Посівши ключові посади в державі та армії, нобілі все більше збагачувалися за рахунок військового здобутку, крупного лихварства та спекуляцій. Пограбування провінцій мало такий характер, що римський сенат був змушений закликати до порядку своїх членів: у 149 році до н. е. був прийнятий закон Кальпурнія, за яким можна було викликати до суду намісника провінції за зловживання владою. З того часу процеси проти провінційних намісників стали звичним явищем в Римі.
У ІІ-І століттях до н. е. нобілітет став замкнутим станом, до якого важко було потрапити простому громадянину. Якщо в IV столітті до н. е. членами сенату становилися чисельні багаті плебеї і навіть вільновідпущеники, то зараз ситуація. змінилася. Сенат та вищі магістратури поповнювалися з замкнутого середовища нобілей, що оберігали свої привілеї.
Нобілітет чисельно був невеликий. Про кількість правлячих патриціансько-плебейських родів ІІІ — II ст. можуть дати уявлення наступні цифри. З 200 консулів за період з 234 по 133 р. 92 були з плебеїв і 108 — з патриціїв. З цієї кількості 159 консулів належали тільки до 26 родів: 10 патриціанським і 16 плебейським. Представники роду Корнелій, наприклад, займали консульські місця 23 рази, Емиліїв — 11 разів, Фабіїв — 9, Фульвіо — 10, Клавдій Марцелл — 9 разів і т. д. Звідси легко зробити висновок, що в цей період 26 нобільскіх пологів становили ядро правлячого стану.
Подейкували, що найвищі посади нобілям приписували ще з народження. У зв'язку цим у керівництва державою ставали багаті нобілі, що були не компетентні у справі управління державою. У той час як спроможні люди, але не належавши від народження до нобілітету, лише у виняткових ситуаціях попадали на найвищі посади. Такими людьми, були, наприклад Марк Порцій Катон в ІІ столітті до н. е. та Марк Туллій Цицерон в І століття до н. е. Серед нобілітету виділялися по-своєму політичному значенню і ролі в державі окремі сім'ї — Корнелії Сципіони, Емілії Павли, Цецилії Метелли, Семпронії Грахи, Лутації Катулли, які в окремі періоди вирішували політику всієї держави. У боротьбі за посади та привілеї і вплив сенатські сім'ї утворювали певні угрупування, що ворогували між собою.
Нобілітет формально не користувався ніякими особливими політичними правами. Але у нього були деякі привілеї і відзнаки швидше побутового характеру. Так, наприклад, тільки нобілі мали право виставляти у себе в будинку воскові маски предків (лат. ius imaginum).
Якщо римський нобілітет був владним станом, то вершники займалися торгово-фінансовим сектором у державі. Зовнішня торгівля, військові поставки, лихварські операції і відкуп від податків були основою економічного впливу вершників. Особливо вигідною справою був відкуп від податків. Римляни не мали власної фінансової адміністрації, тому збирали податки за допомогою приватних осіб — відкупщиків чи публікантів. Відкупщики вносили в державну скарбницю всю суму податків, а потім через своїх людей збирали з жителів провінцій належні податки. Під час збирання податків вони не лише брали потрібну суму для скарбниці держави, а й мали надлишок. Намісники провінцій отримували величезні хабарі, щоб така відкупна система діяла надалі. Найбільш далекоглядні представники нобілітету розуміли, що така система ослаблює державу. Вони почали боротися проти зловживання відкупщиків своїми повноваженнями. Це призвело до боротьби між сенаторами та вершниками, однак в цілому були дружніми. В І століття до н. е. верхівка вершників злилася з сенатській, вони породичалися один з одним. Найбагатші вершники були включені до сенату. У І століття до н. е. вершники стали не лише фінансовою, а й земельною знаттю.

## Соціальна структура Ранньої імперії (I – III століття)

### Вільновідпу́щеники
Вільновідпущеники (лат. liberti) були звільненими рабами, на яких поширювалося латинське право; їхні вільнонароджені діти були повноправними громадянами за часів Імперії. Їх статус змінювався з покоління в покоління, зокрема протягом усього періоду Республіки; Тит Лівії заявляє, що вільновідпущеники в Ранній республіці головним чином приєдналися до більш низьким підкласами плебеїв, в той час як Ювенал, пишучий під час Імперії, коли одні тільки фінансові аспекти диктували поділ класів, описує вільновідпущеників, які були прийняті в клас вершників.
Вільновідпущеники становили більшу частину держслужбовців під час ранньої Імперії. Багато людей стали надзвичайно багатими в результаті хабарів, шахрайства або інших форм корупції, або були обдарованими великими статками імператором, якому вони служили. Інші вільновідпущеники брали участь у торгівлі, накопичуючи великі статки, з якими часто могли конкурувати тільки стану самих багатих патриціїв. Більшість вільновідпущеників, однак, приєдналося до плебейським класів, і часто були фермерами або торговцями.
Хоча вільновідпущеникам не дозволялося голосувати під час Республіки і Ранньої імперії, дітям вільновідпущеників автоматично надавався статус громадянина. Наприклад, поет Горацій був сином вільновідпущеника з Венузии в південній Італії.
Багато з сатир Ювенала містять гнівні засудження претензій багатих вільновідпущеників, деякі з яких «з крейдою рабського ринку ще на їх п'яті». Хоча сам син вільновідпущеника, Ювенал насамперед бачив у цих успішних чоловіків «нових багатіїв», які дуже хвалилися їх багатством (часто здобутим нечесним шляхом).